# 101-я отдельная бригада территориальной обороны
101-я отдельная бригада территориальной обороны (укр. 101-ша окрема бригада територіальної оборони, сокращённо 101 ОБрТрО, в/ч А7029) — воинское формирование Сил территориальной обороны Украины. Местом дислокации бригады определена Закарпатская область. Входит в состав Сил ТрО «Запад».

## История
Бригада была создана в сентябре 2018 года. В 2022 году после начала полномасштабного вторжения России в Украину бригада была мобилизована.

## Структура бригады
Состав бригады включает:
- Управление 101-й ОБрТрО, расположенное в Ужгороде.
- 212-й отдельный батальон территориальной обороны (Ужгород).
- 68-й отдельный батальон территориальной обороны (Перечин).
- 69-й отдельный батальон территориальной обороны (Рахов).
- 70-й отдельный батальон территориальной обороны (Мукачево).
- 71-й отдельный батальон территориальной обороны (Тячев).
- 72-й отдельный батальон территориальной обороны (Хуст).
- 73-й отдельный батальон территориальной обороны (Берегово).
- Рота материально-технического обеспечения.
- Узел связи.
- Зенитный взвод.

## Участие в войне
Бригада принимала участие в российско-украинской войне в направлениях под Бахмутом, Клещеевкой и под Купянском. 